# Pathos
Pathos es un vocablo griego (πάθος, 'sufrimiento') que puede tomar varias acepciones. La Real Academia Española lo define como «Afecto vehemente del ánimo».También se ha definido como una cualidad o poder—en una experiencia de la vida real o en la literatura, la música, la oratoria u otras formas de expresión—de suscitar sentimientos de lástima, tristeza, compasión o ternura. Se trata de una apelación a las emociones e ideales del público para suscitar sentimientos que ya residen en ellos. El término se utiliza más comúnmente en retórica (en la que se considera uno de los tres modos de persuasión, junto con el ethos y el logos), así como en literatura, cine y otras artes narrativas.

## Retórica
En la filosofía de Aristóteles, el pathos es uno de los tres modos de persuasión en la retórica (junto con el ethos y el logos).
En la Retórica de Aristóteles (libro 1, 1356a), el pathos es el uso de los sentimientos humanos para afectar el juicio de un jurado. Un uso típico sería intentar transmitir a la audiencia un sentimiento de rechazo hacia el sujeto de un juicio para influir en su sentencia;  en este sentido, se puede decir que crear en la audiencia un sentimiento de rechazo hacia el sujeto juzgado, al margen del hecho que se está juzgando, es, en el sentido etimológico de la palabra, crear un argumento patético.
De hecho, el pathos es una técnica de comunicación que se utiliza en la literatura, el cine y otras artes narrativas. Es también el «gancho» principal, la anécdota, el misterio o el hecho maravilloso que atrapa al lector o espectador de una obra. El pathos igualmente se potencia en gran medida cuando la narración adopta la forma de la confesión íntima o personal.

## Psicología
Se puede utilizar el término pathos para referirse al sufrimiento humano normal de una persona, el sufrimiento existencial, propio del ser persona en el mundo y contrario al sufrimiento patológico o mórbido. Se puede definir asimismo como «todo lo que se siente o experimenta: estado del alma, tristeza, pasión, padecimiento», o también desenfreno pasional no patológico pero inducido.
También se puede referir al concepto ético referido a todo lo percibido por la persona, biológica y culturalmente.[cita requerida]
Dentro del binomio Eros - Pathos, se entiende como la bipolaridad permanente del ciclo genésico que enlaza el sufrimiento y el amor, o con el amor sufriente. Eros también se opone a Thanatos (o el concepto de muerte) en una dualidad permanente de creación-fin.[cita requerida]

## Estética
En la crítica artística, la palabra pathos se utiliza para referirse a la íntima emoción presente en una obra de arte que despierta otra similar en quien la contempla. Asimismo, representa una apelación a la emoción del público, a su empatía, provocando sentimientos que ya residen en él.